# الن اف نیکولز
الن اف نیوکلز (انگلیسی: Allan F. Nicholls؛ زادهٔ ۸ آوریل ۱۹۴۵) کارگردان، بازیگر، تهیه‌کننده، فیلم‌نامه‌نویس و آهنگساز اهل کانادا است.
وی در سال ۱۹۷۸ به خاطر فیلمنامه فیلم یک عروسی نامزد جوایز بفتا و انجمن نویسندگان آمریکا شد.

## فیلمشناسی
به عنوان بازیگر
- نشویل
- یک عروسی
- ملوان زبل
- باب رابرتز
- گهواره خواهد جنبید